# Val Mezdì

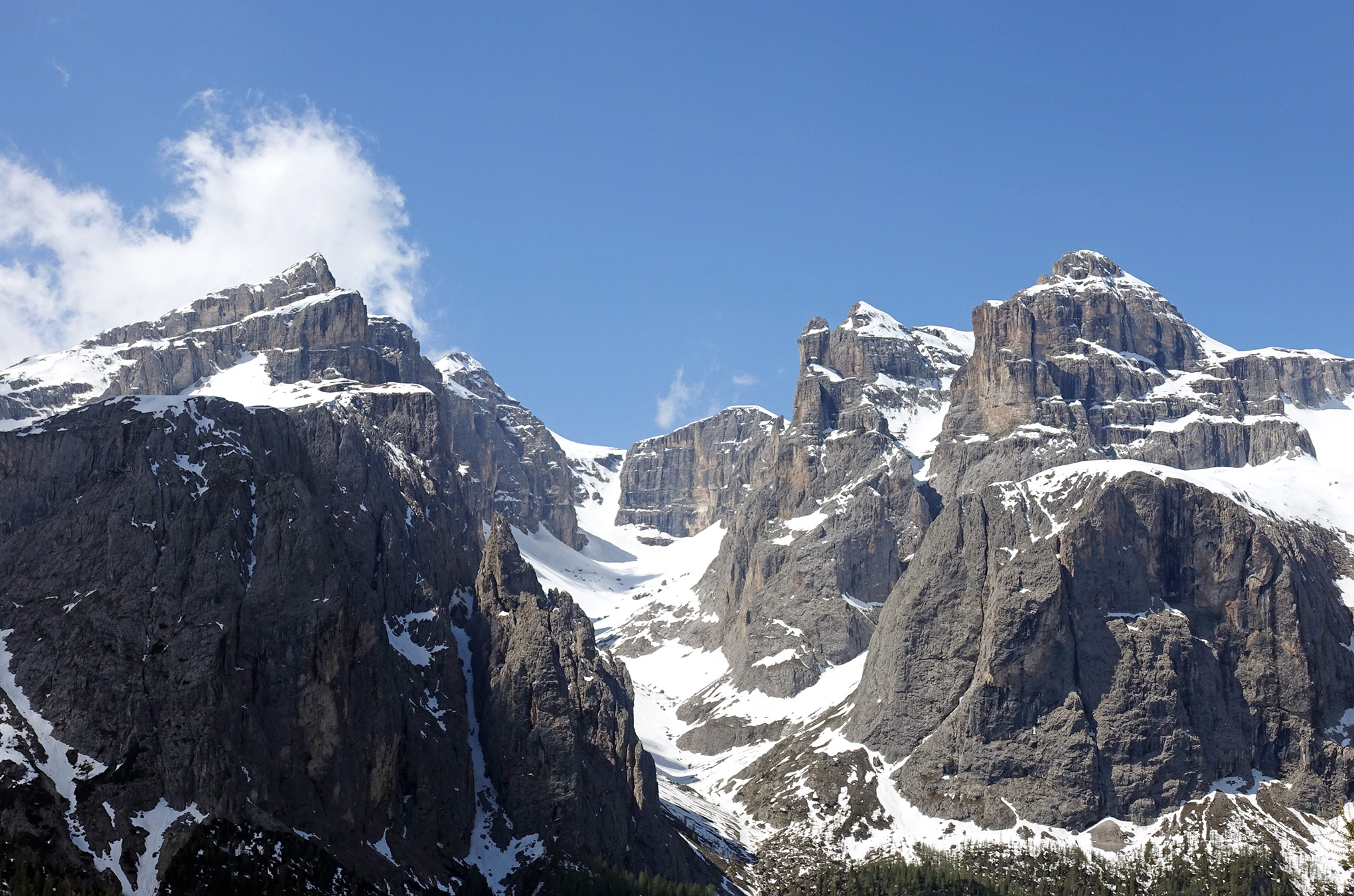
Val Mezdì

La Val Mezdì (in ladino Val de Mesdì, tedesco Mittagstal) è una ripida valle, in alcuni punti fino a 45°, situata in Alto Adige. È vista come una sfida particolare da escursionisti e sciatori esperti.

## Posizione
La Val Mezdì inizia dal rifugio Boè (Boèhütte) (2.873 m) sotto il Piz Boè, il punto più alto del gruppo del Sella a 3.152 m. È molto ripida tra le alte pareti delle cime Zwischenkofel, Torre Berger, Sass de Mesdì, Bamberger Spitze, Dent de Mesdì e Torre Pisciadù a ovest e Neuner, Zehner, Boè-Seekofel, Pizkofel, Torre Grande e Piccola Mesdì a est. La valle, fiancheggiata dalle alte pareti rocciose, ha in alcuni punti un carattere di burrone nella parte alta, in altri si allarga in ghiaioni più ampi, sui quali vi sono ancora ampi campi di neve fino all'inizio dell'estate.
La Val de Bosli, provenendo dal Pisciadù, confluisce a sinistra nella parte bassa della val di Mezdì.
L'ultimo tratto che termina a Colfosco (ca. 1 km) attraversa boschi di conifere e dopo un ultimo ripido gradino scende nel fondovalle dei prati della Val Badia a 1.640 m.
Il Rio Mezdì (Rü de Mesdì in ladino) scorre attraverso la val di Mezdì, la cui parte superiore è secca in estate. Nella stagione delle piogge forma una cascata sotto le torri di Mesdì. Nella parte inferiore si unisce al torrente Pisciadù (Rü de Pisciadù in ladino) e confluisce nel Gader nei pressi di Colfosco.